# Ліпниця-Мурована
Ліпниця-Мурована (пол. Lipnica Murowana) — село в Польщі, у гміні Ліпниця-Мурована Бохенського повіту Малопольського воєводства.
Населення — 728 осіб (2011).
У 1975-1998 роках село належало до Тарновського воєводства.

## Демографія
Демографічна структура станом на 31 березня 2011 року:
|          | Загалом | Допрацездатний вік | Працездатний вік | Постпрацездатний вік |
| -------- | ------- | ------------------ | ---------------- | -------------------- |
| Чоловіки | 363     | 79                 | 257              | 27                   |
| Жінки    | 365     | 60                 | 248              | 57                   |
| Разом    | 728     | 139                | 505              | 84                   |